# 移情隔閡
移情隔閡是一种認知偏誤，是指兩方分別處於不同的狀態時，會很難理解對方的想法及感受。例如一方情緒憤怒、一方情緒平穩；或者是一方盲目愛上對方，但對方對自己沒感覺，此時雙方都難以感同身受甚至難以體諒對方心情。這一概念是卡内基梅隆大学心理学家乔治·洛文斯坦提出。